# Стратанович, Александр Николаевич
Стратанович Александр Николаевич в некоторых источниках фамилия пишется как Стратонович (02.10.1856 — 07.10.1912) — морской офицер Российского императорского флота, участник Русско-японской войны.

## Служба
Обучался в Морском училище в Санкт-Петербурге. Приказом от 16 апреля 1878 года произведён в гардемарины флота. 17 сентября 1879 года произведен в чин мичмана. 1 января 1884 года произведен в лейтенанты. 10 сентября 1884 года назначен командиром 1-й роты 4-го флотского экипажа. С 9 октября 1892 по 18 февраля 1893 года командовал 1-й ротой эскадренного броненосца «Петр Великий». 4 октября 1894 года был прикомандирован к 5-му флотскому великого князя Алексея Алексеевича экипажу. В кампанию 1895 года командовал миноносцем №29. 1 февраля 1896 года зачислен в штурманские офицеры 2-го разряда. В кампанию 1896 года командовал миноносцем «Эксе». 10 января 1897 года назначен старшим офицером канонерской лодки «Храбрый». 
5 апреля 1898 года произведён чин капитана 2-го ранга. 6 декабря 1899 года назначен командиром миноносца «Коршун». В кампанию 1900 года командовал миноносцем «Норген».
2 мая 1901 года назначен командовать миноносцем «Осётр», позже названный «Внушительный». По завершении докования во Франции направлен в январе 1902 года в Порт-Артур для усиления Первой Тихоокеанской эскадры. В июле 1903 года прибыл в пункт назначения и зачислен в Первый отряд миноносцев.
В 1903 году капитан 2-го ранга А. Н. Стратанович и капитан М. Давыдов обвинялись в посадке на мель эскадренного миноносца «Внимательный».
1 января 1904 года назначен командиром минного крейсера «Гайдамак», но из-за изменившихся планов в этот же день переназначен командовать канонерской лодкой «Сивуч», стоящей на ремонте в земляном доке Инкоу. 14 января принял лодку и с 7 марта, по завершении ремонта, лодка осталась стационером в китайском порту в распоряжении начальника обороны города Инкоу. С 6 апреля Александр Николаевич назначен исполняющим должность начальника Инкоутского порта, с оставлением в должности командира канонерской лодки. После того как русские войска под натиском японской атакующей армии отступили вглубь Маньчжурии и оставили район Гайчжоу, обстановка вокруг порта Инкоу начала накаляться. 15 июля Александр Николаевич возложил обязанности старшего офицера МКЛ на Н. Л. Симона, и приказал подняться на лодке в верх по реке Ляохэ. Пройдя около 125 вёрст до города Санчахэ лодка встала так как дальнейшее продвижение из-за перекатов и малых глубин было невозможным, тогда 20 июля Александр Николаевич во избежание захвата лодки противником приказал экипажу сгрузить ценные вещи и всего ценного в боевом отношении на берег и взорвать лодку. После одобрения приказа о взрыве лодки командующим армией генералом А. Н. Куропаткиным, Н. Л. Симон 2 августа осуществил подрыв. 5 августа А. Н. Стратанович с экипажем на катерах по реке, а затем сухим путём прибыл в Ляоян. 8 августа 1904 года Александр Николаевич был награждён мечами к ордену Святой Анны 2-й степени «за труды и распорядительность по охране порта Инкоу и проводке канонерской лодки по реке Ляо».
С 11 августа 1904 года поступил в распоряжение командира Владивостокского порта. Назначен помощником командира Сибирского флотского экипажа по строевой части.
3 ноября 1905 года назначен помощником командира 5-го флотского генерал-адмирала великого князя Алексея Александровича экипажа. 26 мая 1906 года назначен заведующим броненосной лодкой «Смерч». 30 июля 1906 года назначен временно исправляющим должность командира крейсера «Диана». 2 октября 1906 года Александр Николаевич был назначен командиром бронепалубного крейсера 1-го ранга «Адмирал Корнилов». 18 июня 1907 года назначен младшим помощником командира С.–Петербургского порта. Также в 1907 году произведён в чин капитана 1-го ранга.
В 1912 году вышел в отставку. После службы проживал в Сестрорецке. Умер 7 октября 1912, похоронен в Сестрорецке.

### Семья
- Брат: Стратанович Леонид Николаевич (05.11.1857 — 14.05.1905) — полковник Корпуса инженер-механиков флота. Погиб в бою у острова Цусима 14 мая 1905 года. Во время боя исполнял должность флагманского инженер-механика 2-й Тихоокеанской эскадры на борту эскадренного броненосца «Князь Суворов».